# 6777 Balakirev
6777 Balakirev eller 1989 SV1 är en asteroid i huvudbältet som upptäcktes den 26 september 1989 av den belgiske astronomen Eric W. Elst vid Haute-Provence-observatoriet. Den är uppkallad efter den ryske kompositören och dirigenten Milij Balakirev.
Asteroiden har en diameter på ungefär 12 kilometer.